# Kongregation für die kirchliche Immunität
Die Kongregation für die kirchliche Immunität (lateinisch Congregatio immunitatis, italienisch Congregazione dell’immunità ecclesiastica) war eine Kongregation der Römischen Kurie, die über die Beachtung der kirchlichen Immunität wachte.

## Geschichte
Papst Urban VIII. begründete 1626 die Kongregation vivae vocis oraculo. Sie trat am 28. März 1626 erstmals zusammen.
Sie hatte die Aufgabe, die Verletzung von kirchlichen Zuständigkeiten und Privilegien durch weltliche Gerichte zu überprüfen und auf deren Beseitigung hinzuwirken. Die Rechte der Kongregation wurden durch die Konstitutionen Ex quo von Benedikt XIII. (8. Juni 1875), In supremo von Clemens XII. (1. Februar 1735), Officii nostri von Benedikt XIV. (15. März 1750) und Praestat Romanum Ponteficem von Clemens XIII. (27. September 1766) gestärkt und präzisiert.
Die Kongregation bestand aus einem Kardinalpräfekten, einem Sekretär, dessen Stellvertreter und neun Prälaten der Kurie.
Aufgrund des fortschreitenden Bedeutungsverlustes der kirchlichen Immunität und weil dem öffentlichen Recht Vorrang gewährt wurde, und weil sie mehr und mehr in Konkordaten geregelt wurde, beschränkte Papst Gregor XVI. im November 1831 durch eine Konstitution und am 10. November 1834 durch ein Motu proprio die Befugnisse der Kongregation.
Nach dem Tod von Filippo Maria Guidi, dem letzten Kardinalpräfekten, wurde die Kongregation von Papst Leo XIII. mit der Konzilskongregation zusammengelegt. 1908 wurde die Kongregation durch Pius X. endgültig aufgehoben.

## Präfekten der Kongregation
- Ottavio Bandini (28. Mai 1626 – 1. August 1629)
- Giovanni Garzia Mellini (1. August 1629 – 2. Oktober 1629)
- Berlinghiero Gessi (2. Oktober 1629 – 6. April 1639)
- Giovanni Battista Pamphilj (6. April 1639 – 15. September 1644)
- Marzio Ginetti (15. September 1644 – 1. März 1671)
- Federico Borromeo (1. März 1671 – 18. Februar 1673)
- Gaspare Carpegna (21. September 1676 – 6. April 1714)
- Giambattista Spinola (6. April 1714 – 1. Januar 1716)
- Sebastiano Antonio Tanara (1. Januar 1716 – 5. Mai 1724)
- Francesco del Giudice (5. Mai 1724 – 10. Oktober 1725)
- Fabrizio Paolucci (10. Oktober 1725 – 12. Juni 1726)
- Giorgio Spinola (4. Juli 1726 – 17. Januar 1739)
- Giacomo Lanfredini (15. Mai 1739 – 16. Mai 1741)
- Giovanni Battista Spinola (15. Juni 1741 – 20. August 1752)
- Raniero d’Elci (20. August 1752 – 22. Juni 1761)
- Gaetano Fantuzzi (1. August 1761 – 1. Oktober 1778)
- Gennaro Antonio De Simone (1. Februar 1779 – 16. Dezember 1780)
- Vitaliano Borromeo (1. Juli 1781 – 7. Juni 1793)
- Luigi Valenti Gonzaga (7. Juni 1793 – 29. Dezember 1808)
- Bartolomeo Pacca (7. Januar 1809 – 29. November 1818)
- Emmanuele De Gregorio (29. November 1818 – 6. Mai 1820)
- Annibale della Genga (6. Mai 1820 – 28. September 1823)
  - Vakanz (1823–1826)
- Carlo Maria Pedicini (1. Oktober 1826 – 2. Juli 1830)
- Giacomo Filippo Fransoni (2. Juli 1830 – 21. November 1834)
- Benedetto Barberini (21. November 1834 – 10. April 1863)
- Fabio Maria Asquini (24. April 1863 – 6. September 1872)
- Filippo Maria Guidi (6. September 1872 – 27. Februar 1879)
- Prospero Caterini (27. Februar 1879 – 28. Oktober 1881)
- Lorenzo Nina (7. November 1881 – 25. Juli 1885)
- Luigi Serafini (31. Juli 1885 – 19. Juni 1893)
- Angelo Di Pietro (20. Juni 1893 – 20. Juni 1902)
- Vincenzo Vannutelli (28. Juli 1902 – 29. Juni 1908)